# Creu de terme dels Hostalets (Ribera d'Ondara)
La Creu de terme dels Hostalets és una creu de terme del poble dels Hostalets, al municipi de Ribera d'Ondara (Segarra) inclosa a l'Inventari del Patrimoni Arquitectònic de Catalunya.

## Descripció
És una creu situada en una petita zona enjardinada a la meitat del carrer central del poble. De factura molt senzilla, segueix els paràmetres establerts pel que fa a l'aixecament de creus monumentals, graonada, sòcol, fust i creu. La graonada és de planta octogonal en dos graons, damunt seu s'assenta un sòcol monolític, de secció rodona. Sobre d'aquest troben el fust vuitavat i coronant l'estructura una creu de ferro.

## Història

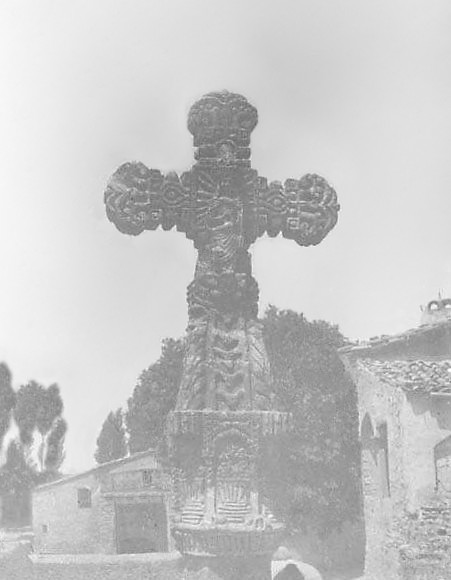
l'antiga creu de terme

De la primitiva construcció de la creu tan sols en queda la graonada i la part de dalt del fust; la resta va ser restaurada i situada la creu de ferro per la Santa Missió entre el període comprés entre el 1940-1955. L'origen de la creu s'ha de buscar entre els segles XVII i XVIII dintre del context de l'època moderna, amb la pràctica habitual de bastir monuments cruciformes que es remunta als primers anys del Cristianisme. Per aquest motiu, era usada per presidir la vida dels cristians i es podia trobar a les entrades de les poblacions com a senyal de protecció.
Moltes creus van ser enderrocades durant la Guerra Civil, en el seu lloc es van aixecar de noves amb motiu de la Santa Missió, de la qual eren encarregats els Pares Claretians a la Segarra.